# Meredith Colket
Meredith Bright Colket (Filadèlfia, Pennsilvània, 19 de novembre de 1878 – Filadèlfia, Pennsilvània, 7 de juny de 1947) fou un atleta estatunidenc que va competir al tombant del segle XX i que era especialista en el salt amb perxa.
El 1900 va prendre part en els Jocs Olímpics de París, en què guanyà la medalla de plata en la prova del salt amb perxa. Amb un millor salt de 3m 25 cm quedà per darrere del seu compatriota Irving Baxter.

## Millors marques
- Salt amb perxa. 3m 38cm, el 1900[1]